# Carmine Recano
Carmine Recano (Napoli, 28 novembre 1980) è un attore italiano.

## Biografia
Cresciuto nel quartiere popolare di Secondigliano, si avvicina alla recitazione sin da giovane, facendo il suo esordio in televisione all'età di 19 anni nel film Un nuovo giorno di Aurelio Grimaldi. L'anno seguente approda anche al cinema recitando in Terrarossa di Giorgio Molteni.
Dopo il debutto al cinema, nel 2001 il regista Ferzan Özpetek lo assolda per la commedia cult Le fate ignoranti, con Stefano Accorsi e Margherita Buy e, vista l'ottima collaborazione, a distanza di quasi dieci anni, i due torneranno poi a lavorare insieme nel film drammatico Un giorno perfetto,, nel pluripremiato Mine vaganti, in Napoli velata, ne La dea fortuna e in Diamanti. 
Tra il 2000 e il 2001 prende parte a diversi film, fra cui Pesi leggeri di Enrico Pau, ambientato nel mondo della boxe dilettantistica, e La vita degli altri di Nicola De Rinaldo. Nel 2003 viene scritturato per il film drammatico Certi bambini, tratto dal libro di Diego De Silva, e successivamente è nel cast dell'opera prima di Salvatore Mereu, Ballo a tre passi, che gli vale l'assegnazione del premio della Settimana della Critica alla Mostra del Cinema di Venezia. Nello stesso periodo inizia a lavorare anche per il piccolo schermo, in molteplici fiction come Un posto al sole, Don Matteo, Orgoglio, Carabinieri e Un medico in famiglia.
Nel 2006 prende parte alle complessive tre stagioni della fiction Capri, andate in onda su Rai 1. Nello stesso anno recita anche in un episodio della serie poliziesca Crimini, mentre tra il 2007 e il 2008 appare in Gente di mare 2 e Provaci ancora prof! 3.
Nel 2011 è tra i protagonisti del film biografico Tatanka, diretto da Giuseppe Gagliardi e tratto da un racconto di Roberto Saviano, ispirato alla vita del pugile italiano Clemente Russo. Nel 2013 fa parte del cast della miniserie Il clan dei camorristi, mentre nel 2014 recita al fianco di Vanessa Incontrada nella fiction Un'altra vita.
Tra il 2019 e il 2025 è nel cast di quattro serie TV prodotte da Rai: La porta rossa, Mare fuori, Sopravvissuti e Belcanto.

## Filmografia

### Cinema
- Pesi leggeri, regia di Enrico Pau (2000)
- Terrarossa, regia di Giorgio Molteni (2001)
- La vita degli altri, regia di Nicola De Rinaldo (2001)
- Le fate ignoranti, regia di Ferzan Özpetek (2001)
- I cinghiali di Portici, regia di Diego Olivares (2003)
- Ballo a tre passi, regia di Salvatore Mereu (2003)
- Certi bambini regia di Andrea e Antonio Frazzi (2003)
- Un giorno perfetto, regia di Ferzan Özpetek (2008)
- Mine vaganti, regia di Ferzan Özpetek (2010)
- Tatanka, regia di Giuseppe Gagliardi (2011)
- Milionari, regia di Alessandro Piva (2014)
- Napoli velata, regia di Ferzan Özpetek (2017)
- Anche senza di te, regia di Francesco Bonelli (2018)
- La dea fortuna, regia di Ferzan Özpetek (2019)
- Diamanti, regia di Ferzan Özpetek (2024)

### Televisione
- Un posto al sole – soap opera (1998, 2001)
- Un nuovo giorno, regia di Aurelio Grimaldi – film TV (1999)
- Don Matteo – serie TV, episodio 2x08 (2001)
- Sospetti – serie TV (2003-2005)
- Carabinieri – serie TV, episodi 2x20-2x22-2x23 (2003)
- Un medico in famiglia – serie TV, episodio 4x13 (2004)
- La moglie cinese, regia di Antonello Grimaldi – miniserie TV (2006)
- Orgoglio 3 – serie TV, episodio 13 (2006)
- Distretto di Polizia – serie TV, episodio 6x24 (2006)
- Capri – serie TV (2006-2010)
- Butta la luna – serie TV, episodio 3 (2006)
- Crimini – serie TV, episodio 1x02 (2006)
- Gente di mare – serie TV, episodio 2x01 (2007)
- Provaci ancora prof! – serie TV, episodio 3x01 (2008)
- La nuova squadra – serie TV (2009-2011)
- Faccia d'angelo, regia di Andrea Porporati – miniserie TV (2012)
- Il clan dei camorristi, regia di Alessandro Angelini e Alexis Sweet – miniserie TV (2013)
- Gli anni spezzati, regia di Graziano Diana – miniserie TV, episodio L'ingegnere (2014)
- Un'altra vita – serie TV (2014)
- La strada dritta, regia di Carmine Elia – miniserie TV (2014)
- Amore pensaci tu – serie TV (2017)
- La porta rossa – serie TV (2019-2023)
- Mare fuori – serie TV (2020-in corso)
- Sopravvissuti – serie TV (2022)
- Belcanto – serie TV (2025)
- Sara - La donna nell’ombra – serie TV (2025)
- Noi del Rione Sanità  – serie TV (2025)

### Cortometraggi
- Da 10 anni la casa che ti porta a casa di Ferzan Özpetek – cortometraggio (2019)

## Teatro
- Masaniello, regia di Lara Sansone (2018)
- Mine vaganti, regia di Ferzan Özpetek (2021-2024)